# 小行星7697
小行星7697（英語：7697）是一颗围绕太阳公转的小行星。1989年1月3日，小島卓雄在千代田发现了此天体。
这颗小行星的绝对星等为125.90142等。